# Scott Steiner
Pour les articles homonymes, voir Steiner.
 (juillet 2021).
Scott Carl Rechsteiner (né le 29 juillet 1962 à Bay City, Michigan), plus connu sous son nom de ring de Scott Steiner, est un catcheur (lutteur professionnel) américain.
Lutteur à l'université du Michigan, il décide de devenir catcheur et se fait connaître avec son frère Robert « Rick » Rechsteiner avec qui il forme l'équipe des Steiner Brothers.

## Jeunesse
Rechsteiner a un frère aîné Robert. Ils grandissent dans le Michigan où Scott fait partie de l'équipe de lutte du lycée. Après l'obtention de son diplôme de fin d'étude, il rejoint l'université du Michigan où il continue à pratiquer ce sport. Il s'y distingue en terminant 2e des championnats National Collegiate Athletic Association de division 1 en 1983, 1985 et 1986. En 1986, il reçoit le titre d'All American pour l'ensemble de saison dans la catégorie des moins de 190 lb (86 kg).

## Carrière

### World Championship Wrestling, World Wrestling Federation et Extreme Championship Wrestling (1986-2011)
Après avoir eu son diplôme, Steiner devient professionnel, s'entraînant sous les ordres de The Sheik et débutant en 1986 dans la World Wrestling Association située à Indianapolis, en tant que Scott Rexsteiner ce qui était une variation de l'épelage de son nom réel. Le 14 août 1986 à Dearborn dans le Michigan, Steiner battait The Great Wojo (en) pour le WWA World Heavyweight Championship. Il détenait le titre jusqu'au 3 mai 1987, perdant contre Wojo à Toledo dans l'Ohio. Steiner ensuite formait une équipe avec Jerry Graham, Jr. et ensemble ils battaient Chris Carter et Mohammad Saad avec leur manager, The Dark Angel, pour le WWA Tag Team Championship le 6 octobre 1987. Leur règne prenait fin à Toledo le 6 décembre 1987 quand ils perdaient contre Carter et Don Kent[réf. nécessaire].
En 1988, Steiner rejoignait la Continental Wrestling Association située à Memphis et catchait sous son vrai nom. Il formait une équipe avec Billy Joe Travis, et le duo battait les Cuban Choir Boys pour le CWA Tag Team Championship le 29 mai 1988. Leur règne prenait fin le 6 juin 1988 quand ils perdaient contre Gary Young et Don Bass. Steiner et Travis récupéraient les titres le 27 juin 1988, mais les perdaient contre les Rock 'n' Roll RPMs (Mike Davis et Tommy Lane) le 15 août 1988. Steiner formait une nouvelle équipe avec Jed Grundy, et le 18 février 1989 ils battaient les CWA Tag Team Champions Robert Fuller et Jimmy Golden. Le troisième et dernier règne de Steiner prenait fin le 25 février 1989 quand Fuller et Golden récupéraient les titres, alors qu'il quittait peu de temps après la CWA. Steiner allait former une nouvelle équipe qui sera cette fois la bonne avec son frère Rick dans les Steiner Brothers[réf. nécessaire].
Scott Steiner faisait ses débuts à Starrcade '88: True Grit, encourageant son frère Rick alors que celui-ci battait Mike Rotunda pour le NWA World Television Championship. Après que Rick reperdait la ceinture face à Rotundo au Chi-Town Rumble, Scott et Rick commençaient à faire équipe ensemble dans des matches[réf. nécessaire].
Le 1er novembre 1989 à Atlanta, les Steiner Brothers battaient les Fabulous Freebirds (Michael "P.S." Hayes et Jimmy Garvin) pour le NWA World Tag Team Championship. Ils détenaient les titres jusqu'au 19 mai 1990, quand ils étaient battus par Doom (Butch Reed et Ron Simmons) à Washington, D.C. lors de Capital Combat[réf. nécessaire].
Les Steiner Brothers battaient The Midnight Express (Bobby Eaton et Stan Lane) pour le NWA United States Tag Team Championship le 24 août 1990 à East Rutherford. Pendant leur règne, la World Championship Wrestling se séparait de la National Wrestling Alliance en janvier 1991, et le titre était renommé WCW United States Tag Team Championship. Lors de leur victoire pour le WCW World Tag Team Championship le 18 février 1991, les Steiners laissaient vacant le WCW United States Tag Team Championship le 20 février 1991. Après que les Steiner Brothers remportaient le IWGP World Tag Team Championship de Hiroshi Hase et Kensuke Sasaki le 21 mars 1991, les annonceurs de la WCW commençaient à les référés comme des Triple Crown Champions[réf. nécessaire].
Au même moment, Scott Steiner commençait à faire des matchs en solo. Dans les shows de week-end de TBS (WCW Power Hour, WCW Saturday Night, et WCW Main Event), il y'avait un segment spécial, un gauntlet match où un catcheur était choisi pour affronter trois des top stars du show à chaque weekend, remportant la somme de 10 000$ (kayfabe) s'ils battaient les trois. Steiner était le premier à faire le gauntlet, son premier adversaire étant Ric Flair. Malgré l'intervention des Four Horsemen, Steiner battait Flair par tombé. Il décrochait un match pour le titre contre Flair au Clash of the Champions XIV: Dixie Dynamite le 30 janvier 1991, qui finissait par un match nul à la suite de la limite de temps. Steiner remportait le WCW World Television Championship le 29 septembre 1992, et commençait à devenir heel, ce qui était interrompu lorsque les Steiner Brothers quittaient la WCW pour la World Wrestling Federation après ne pas s'être fait renouveler leur contrat par le dirigeant de la WCW Bill Watts[réf. nécessaire].
Les Steiner Brothers quittaient la WCW en novembre 1992, Scott laissant vacant le WCW World Television Championship. Ils signaient rapidement un contrat avec la World Wrestling Federation, faisant leur début télévisé lors d'une interview le 21 décembre 1992 pour une édition de WWF Prime Time Wrestling en tant que babyfaces. Ils apparaissaient aussi dans la toute première édition de WWE Raw le 11 janvier 1993. Ils faisaient leur début en pay-per-view à la WWF le 24 janvier 1993 au Royal Rumble 1993, battant les Beverly Brothers (Blake et Beau). À WrestleMania IX le 4 avril 1993, les Steiner Brothers battaient The Headshrinkers (Samu et Fatu)[réf. nécessaire].
Après WrestleMania IX, les Steiner Brothers commençaient à rivaliser avec Money Inc. (Ted DiBiase et Irwin R. Schyster). Au King of the Ring 1993 le 13 juin 1993, les Steiner Brothers et The Smokin' Gunns (Billy et Bart) battaient The Headshrinkers et Money Inc. La nuit suivante, le 14 juin 1993 à RAW, les Steiner Brothers battaient Money, Inc. pour le WWF Tag Team Championship à Columbus. Money, Inc. récupère les titres le 16 juin 1993 dans un house show à Rockford dans l'Illinois, mais reperdent les titres contre les Steiner Brothers dans un autre house show le 19 juin 1993 à St. Louis[réf. nécessaire].
Les Steiner Brothers défendent avec succès leur titre contre les Heavenly Bodies (Tom Prichard et Jimmy Del Ray) le 30 août 1993 au SummerSlam 1993. Le 13 septembre 1993 lors de RAW à New York, les Steiner Brothers défendaient leur titre contre The Quebecers (Jacques et Pierre) dans un Province of Quebec rules match, où les titres pouvaient changer de mains par disqualification. Le match prenait fin quand le manager des Quebecers, Johnny Polo, envoyait une crosse de hockey sur le ring, qui était prise par Scott. Quand l'arbitre voyait Scott portant l'objet illicite, il disqualifiait les Steiner Brothers, ce qui donnait les titres par équipe aux Quebecers. Scott prenait à moindre mesure sa revanche en battant Pierre dans un match simple la semaine suivante à WWE Raw[réf. nécessaire].
Aux Survivor Series 1993 le 24 novembre 1993, les Steiner Brothers faisaient équipe avec Lex Luger et The Undertaker en tant que The All-Americans. Les All-Americans battaient leurs adversaires, The Foreign Fanatics (Yokozuna, Crush, Ludvig Borga, et Jacques), bien que Luger était le seul survivant[réf. nécessaire].
Le 22 janvier 1994, les deux Steiners participaient au Royal Rumble 1994, Scott entrant numéro un. Après l'entrée de Rick en numéro trois, les frères ont fait équipe jusqu'à se faire éliminés respectivement par Owen Hart et Diesel. Les Steiners se sont attiré les foudres des bookers de la WWF en refusant de combattre dans un autre match lors du Royal Rumble, ils quittent la fédération à la mi-1994[réf. nécessaire].
Les Steiner Brothers débutaient à la Extreme Championship Wrestling le 28 juillet 1995 à l'Orange County Fairgrounds de Middletown à New York, battants Dudley Dudley et Vampire Warrior. Ils apparaissaient ensuite à la ECW dans le Flagstaff le 4 août 1995 à Jim Thorpe en Pennsylvanie, battants Dudley Dudley et Too Cold Scorpio. Les Steiner Brothers faisaient leur début dans la mythique ECW Arena à Philadelphie, le 5 août 1995 à Wrestlepalooza 1995, faisant équipe avec Eddie Guerrero pour une défaite contre Scorpio, Dean Malenko, et Cactus Jack. Le 25 août 1995 à Jim Thorpe ils battaient Scorpio et Malenko, et de nouveau Scorpio et Chris Benoit la nuit suivante. Le 28 août 1995, ils battaient Dudley Dudley et Dances With Dudley au Big Apple Dinner Theater à Kennett Square en Pennsylvanie[réf. nécessaire].
À Gangstas' Paradise le 16 septembre 1995, les Steiner Brothers joignent leurs forces à Taz pour une défaite contre The Eliminators (John Kronus et Perry Saturn) et Jason. Le 23 septembre 1995 à Middletown, ils battaient Raven et Stevie Richards. Scott Steiner faisait sa dernière apparition à la ECW le 28 octobre 1995, faisant équipe avec Taz et perdant contre The Eliminators dans un match par équipe[réf. nécessaire].
Les Steiner Brothers re-signaient à la WCW en 1996. Ils remportaient le WCW World Tag Team Championship des Harlem Heat le 24 juillet 1996, mais perdaient les titres contre Harlem Heat juste trois jours plus tard. Après la formation du New World Order (nWo), les Steiner Brothers commençaient à rivaliser avec The Outsiders, qui avaient remportés le WCW World Tag Team Championship des Harlem Heat[réf. nécessaire].
Le commencement du heel turn de Scott Steiner arrivait fin 1997/début 1998 quand Steiner, maintenant avec une plus grosse masse musculaire, ayant coupé ses propres cheveux longs, et portant une barbiche, lançait une feud avec Buff Bagwell pour savoir qui avait le meilleur physique, les deux catcheurs exhibant leurs énormes muscles au public. Scott finalisait son heel turn en se joignant à la nWo lors de SuperBrawl VIII le 22 février 1998, en attaquant son frère Rick alors qu'ils défendaient le WCW World Tag Team Championship contre The Outsiders (Scott Hall et Kevin Nash); le changement de cap de Steiner permettait aux Outsiders de récupérer les titres. Le lendemain à Monday Nitro, il adoptait une nouvelle gimmick qui rappelait celle de "Superstar" Billy Graham[réf. nécessaire].
En devenant heel, Scott adoptait deux nouveaux surnoms : "White Thunder (l'Éclair Blanc)" (référant à ses cheveux et sa barbiche mais aussi sa tenue catchesque entièrement blanche) et "Superstar" (en hommage à "Superstar" Billy Graham"), avec un logo noir 'S' dans le style du logo de Superman. Cependant, la WCW était forcée d'abandonner le surnom "White Thunder" après avoir reçue des plaintes de fans qui pensaient que le nom avait des connotations de suprématie blanche. Il adoptait finalement le surnom "Big Poppa Pump", auquel beaucoup pensaient qu'il était inspiré de "Big Daddy Cool", ce qui était le surnom de Kevin Nash à la WWF quand il catchait en tant que Diesel. Il restait un membre de la nWo jusqu'à ce que le groupe soit dissout en 1999[réf. nécessaire].
Steiner restait un heel pour la majeure partie de l'année 1999, rivalisant avec des catcheurs comme Goldberg, Diamond Dallas Page, Booker T, et aussi le poids-moyen Rey Misterio, Jr., remportant dans la bataille les deux WCW United States Championship et WCW World Television Championship. Plus tard en 1999, Steiner souffrait d'une blessure au dos et devait se retirer de l'action. Dans une édition de WCW Monday Nitro en décembre 1999 à Houston, Steiner faisait un speech émotionnel dans lequel il annonçait sa retraite du catch. Plus tard dans la soirée, Steiner révélait être en excellente santé, se retournant contre Sid Vicious. Il devenait membre de la nWo reformée en 2001[réf. nécessaire].
Après que la nWo fut dissoute une fois de plus, Steiner devenait l'une des pièces maîtresses de la faction New Blood de Vince Russo et Eric Bischoff. Le 26 novembre 2000 à Milwaukee, il battait Booker T pour remporter le WCW World Heavyweight Championship[réf. nécessaire].
C'était à cette époque, que Steiner faisait des promos dures contre plusieurs catcheurs de la WCW. Il venait régulièrement pendant une émission et faire un shoot (speech réel). L'un de ses shoots était destiné à la femme de Dallas Page à l'écran et en dehors, Kimberly Page. Peu de temps après, Kimberly et Steiner s'embrouillaient dans une confrontation en coulisse qui amenait Kimberly à quitter la WCW et le monde du catch pour de bon. Steiner a aussi réalisé un dur shoot envers Dallas Page qui amenait à une vicieuse bagarre en coulisse entre les deux. L'équipe créative cependant, pensaient que les promos de Steiner étaient tranchant malgré son mauvais comportement. Une série de victoires, la plus grande de sa carrière, l'amenait à remporter le World Heavyweight Championship. En janvier 2001, il devenait la pièce maîtraisse du clan The Magnificent Seven (en) de Ric Flair[réf. nécessaire].
La feud de Steiner avec Booker T se poursuivait pendant plusieurs mois et à travers nombre de Pay-per-views jusqu'à ce qu'il perde le WCW World Heavyweight Championship contre Booker dans la dernière édition de WCW Monday Nitro le 26 mars 2001. À l'inverse de Booker T, Steiner ne se joint pas à la WWF lors du rachat, préférant attendre la fin de son contrat avec AOL Time Warner qui expirait plus tard dans l'année, avant de chercher un emploi[réf. nécessaire].
Après que son contrat avec AOL-Time Warner expirait en novembre 2001, Steiner rejoignait la World Wrestling All-Stars, où il s'est réuni avec Midajah. Il apparaissait dans des house shows de la WWA en Europe et en Australie en 2001 et 2002. Au troisième pay-per-view de la WWA, The Eruption le 12 avril 2002 au Rod Laver Arena de Melbourne en Australie, Steiner défiait Nathan Jones pour le WWA World Heavyweight Championship. Malgré la présence du Comissionnaire de la WWA Sid au bord du ring, Steiner a pu tricher pour l'emporter, frappant Jones avec la ceinture et réalisant ensuite le tombé. Steiner détenait la ceinture pendant plusieurs mois, bien qu'il ne la jamais défendue, avant de laisser la ceinture vacante en novembre 2002 et quitter la WWA pour la World Wrestling Entertainment[réf. nécessaire].
Dans l'une de ses dernières apparitions avant de rejoindre la WWE, Steiner faisait équipe avec son frère Rick pour battre Hiroshi Tanahashi et Kensuke Sasaki le 2 mai 2002 au Japon au show du trentième anniversaire de la New Japan Pro Wrestling dans un match arbitré par Joanie Laurer[réf. nécessaire].
Steiner a signé un contrat de trois ans avec la World Wrestling Entertainment en octobre 2002, et retournait sur les écrans de la WWE comme un face, aux Survivor Series 2002 au Madison Square Garden le 17 novembre. Dans cette soirée, il a squashé Matt Hardy et Christopher Nowinski dans un match non officiel. Dans les semaines suivantes, les General Managers Eric Bischoff et Stephanie McMahon ont tous les deux courtisés Steiner, chacun essayant de signer Steiner dans leur propre division, Raw ou SmackDown. Bischoff recevait ce qu'il voulait après que McMahon refusait les avances de Steiner[réf. nécessaire].
Une fois à RAW, Steiner commençait rapidement une feud avec le Champion du Monde Triple H, qui ammènera à un match au Royal Rumble 2003 et à No Way Out 2003. Steiner remportait le premier match par disqualification après que Triple H attaquait l'arbitre Earl Hebner et enfin perdait l'autre match par tombé après l'intervention de l'Evolution de Triple H. Ces matchs sont généralement qualifiés à une certaine mesure d'abominables comme Steiner a raté plusieurs prises, notamment une basique butterfly suplex[réf. nécessaire].
Après ces matchs pour le titre, Steiner redescendait d'un cran, et formait une équipe avec Test, et Stacy Keibler en tant que leur manager. L'équipe était ensemble pour plusieurs mois et avait des feuds avec d'autres équipes comme La Resistance. L'équipe se séparait après que Test devenait heel à cause de son traitement misogyne envers sa manager, Stacy Keibler. Steiner battait Test dans un grudge match pour remporter les services de manager de Keibler à Bad Blood 2003 le 15 juin 2003, mais perdait ces droits dans un match revanche contre Test le 18 août 2003 à RAW. À Unforgiven 2003 le 21 septembre 2003, Steiner affrontait Test avec les services de manager de Keibler une nouvelle fois en jeu, avec la stipulation que Steiner devenait le domestique de Test s'il perdait. Steiner était battu après une erreur de Keibler, et l'équipe était réunie. Après une nouvelle erreur de Keibler qui coûtait à l'équipe une victoire le 29 septembre 2003 à RAW, un Steiner frustré devenait heel en portant une belly to belly suplex sur Keibler. Steiner et Test faisaient équipe ensemble, avec Keibler comme leur manager, jusqu'au 1er décembre 2003 à RAW, quand le Co-General Manager Mick Foley « virait » Test, libérant du même coup Keibler. Steiner n'apparaissait plus, et souffrait d'une blessure en 2004, le mettant de côté pour deux mois. Alors qu'il était blessé, la WWE négociait un renvoi contractuel, et Steiner quittait la fédération le 17 août 2004[réf. nécessaire].
Steiner a subi une opération à un pied en juillet 2004, ayant notamment six vis insérées dans son pied. Il retournait sur le ring le 28 août 2005 à Asheville en Caroline du Nord pour le compte de la Universal Championship Wrestling, une fédération indépendante, faisant équipe avec son frère Rick pour battre Disco Inferno et Jeff Lewis. Scott Steiner catchait brièvement pour la fédération LAW où il travaillait aux côtés de Buff Bagwell rivalisant ensemble avec l'équipe de Fame et Fortune[réf. nécessaire].

### Total Nonstop Action Wrestling (2006-2010)
Steiner débutait à la Total Nonstop Action Wrestling le 12 mars 2006 à Destination X. Ses débuts faisaient suite à la déclaration de Jeff Jarrett qui affirmait qu'il amenait un nouveau catcheur à la TNA pour contrer la présence de Steve "Sting" Borden. À Destination X, Steiner dégageait Jarrett du Scorpion Deathlock de Sting en appliquant son propre Steiner Recliner sur Sting, permettant à Jarrett de récupérer et d'affliger un coup de guitare sur le crâne de Sting.
Steiner faisait ses débuts à TNA iMPACT! le 18 mars 2006, s'identifiant lui-même comme le garde du corps de Jarrett. Dans les semaines suivantes, Steiner (qui n'avait pas signé de contrat) commençait à attaquer les membres du roster de la TNA, demandant à être engagé. À Lockdown 2006 le 23 avril 2006, Steiner, Jarrett, et America's Most Wanted perdaient contre Sting, A.J. Styles, Ron Killings, et Rhino dans un Lethal Lockdown match.
Après la défaite, Steiner et Jarrett défiaient Sting et un partenaire de son choix pour un match par équipe à TNA Sacrifice 2006 le 14 mai 2006. Sting pensait à trois partenaires possibles (Buff Bagwell, Lex Luger et le frère de Scott, Rick Steiner) avant de révéler que son partenaire serait Samoa Joe. Sting et Joe battaient Steiner et Jarrett à Sacrifice. Après avoir échoué à battre Sting pour se qualifier dans le troisième King of the Mountain match, Steiner affrontait, et perdait contre Samoa Joe dans un match solo à Slammiversary 2006. À Victory Road 2006, Steiner affrontait Samoa Joe, Sting, et Christian Cage dans un four way pour pouvoir être le challenger numéro un au NWA World Heavyweight Championship de Jarrett; le match était gagné par Sting, qui effectuait le tombé sur Steiner, et Steiner se contentait de rester le garde du corps de Jarrett. Steiner affrontait ensuite Christian Cage le 10 août à Impact et était dans le coin de Jeff Jarrett à Hard Justice.
Après Hard Justice, le court contrat de Steiner expirait et les deux parties n'ont pas trouvés d'accord pour le prolonger. Après avoir travaillé brièvement sur le circuit indépendant, Steiner re-signait avec la fédération en janvier 2007.
Le 8 février 2007, Steiner retournait à la TNA et se révélait lui-même être le consultant spécial du NWA Champion Christian Cage dans son match face à Kurt Angle à Against All Odds et joignant ainsi la Christian's Coalition. Il apparaissait à TNA Against All Odds où il jouait un rôle majeur dans le match avec sa barre de métal. Après le match Scott Steiner souffrait d'une blessure à la tête qui nécessitait des points de suture. Il souffrait de cette blessure après le coup de chaise de Samoa Joe.
Steiner entrait ensuite en feud avec Kurt Angle après l'avoir coûté le titre NWA à Against All Odds 2007. Steiner éliminait Angle dans un Gauntlet Match où le vainqueur pouvait affronter le champion Christian Cage à Destination X 2007. Steiner perdait ensuite contre Angle à Destination X.
À Lockdown, Scott Steiner faisait partie de la Team Cage alors qu'ils affrontaient la Team Angle dans un Lethal Lockdown match. Steiner a réutilisé lors de ce match le Frankensteiner, une prise qui la rendu célèbre dans les années 1990.
À Sacrifice, Steiner était réuni avec le revenant Rick Steiner. Les Steiner Brothers devaient affrontés la Team 3D dans un « match de rêve » à Slammiversary, mais Scott Steiner souffrait d'une blessure à la gorge dans un match contre Apolo dans un house show de la TNA à San Juan au Porto Rico le 3 juin 2007. Steiner était hospitalisé pendant plusieurs semaines, Road Warrior Animal le remplaçant dans la match par équipe à Slammiversary. Steiner retournait à la TNA le 15 juillet 2007 à Victory Road, coûtant un match à Brother Ray. Il révélait le 20 juillet 2007 dans une édition de TNA Today que les docteurs ne lui avaient donné que 5 heures pour vivre lors de sa grave blessure.
À Hard Justice, les Steiner Brothers battaient Team 3D.

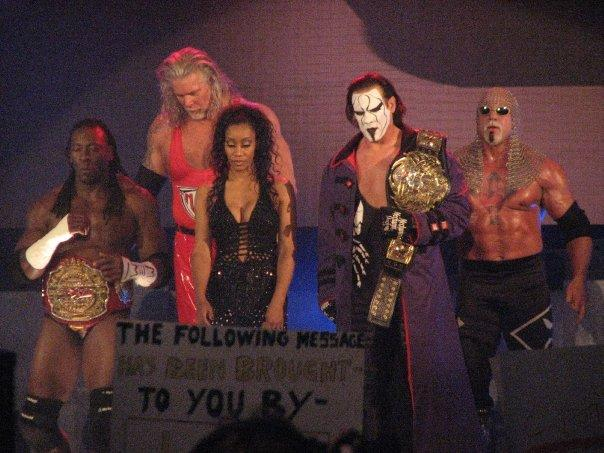
The Main Event Mafia.

En 2008 et 2009, il est membre de The Main Event Mafia aux côtés de Kurt Angle, Booker T, Kevin Nash et Samoa Joe, où il est champion du monde par équipe avec Booker T. Lors d'Impact du 17 septembre 2009 Scott Steiner et Brutus Magnus battent Robert Roode et Brother Ray dans un match par équipe.
Après la dislocation de la Main Event Mafia il entame un combat avec Bobby Lashley et sa femme Kristal Marshall.
Lors de Turning Point Scott Steiner bat Bobby Lashley dans un falls count anywhere no DQ en lui mettant un coup de barre de fer. Scott Steiner met fin à son contrat le 4 février 2010. Un retour à la WWE serait surement possible. Comme Booker T, Scott Steiner n'a toujours pas fait de choix pour un retour sur les rings de la WWE.

### Retour à la Total Nonstop Action (2011-2012)

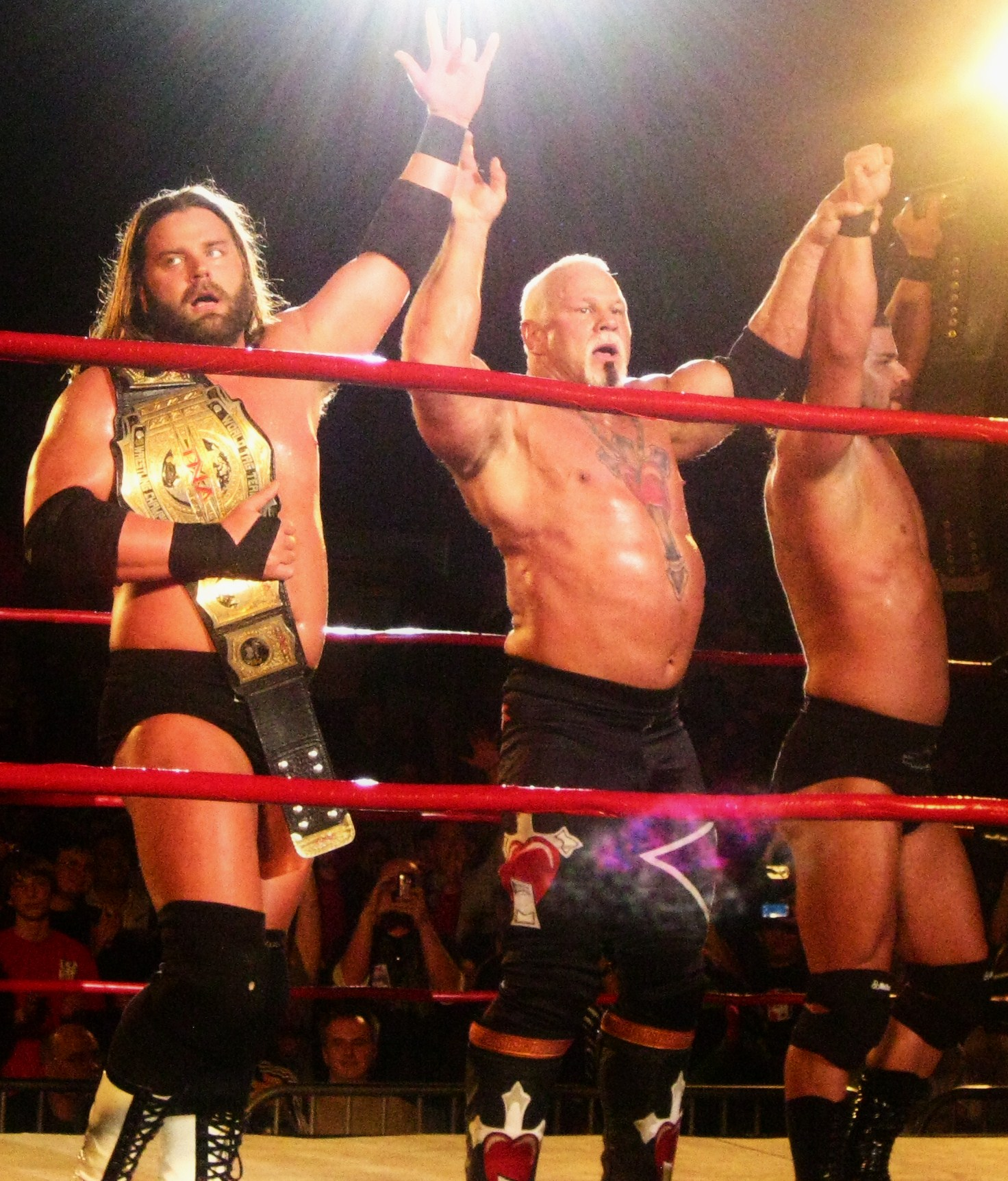
Steiner avec Beer Money, Inc. après un match.

Scott fait un retour le 27 janvier lors de TNA Impact! et attaque Immortal (catch) et à l'iMPACT! suivant il est annoncé que "they" sont AJ Styles, kurt Angle, Kazarian, Beer Money, Inc., Crimson et lui. Lors de Against All Odds, lui et Beer Money battent Rob Terry, Gunner et Murphy. Lors de Impact! du 3 mars, il bat par soumission Rob Terry. À Impact du 31 mars il fait équipe avec Crimson contre Ink Inc.. Il commence une amitié avec Crimson. Lors de Lockdown, Crimson et lui perdent contre Ink Inc dans un match qui comprenait Orlando Jordan et Eric Young et The British Invasion.
À Impact Wrestling du 2 juin, il gagne avec Jeff Jarrett face à Matt Morgan et Kurt Angle. Lors de Slammiversary, il perd contre Matt Morgan. Le 23 juin, lors d'Impact Wrestling, il perd face à Bully Ray pour un Bound for Glory Series match. Le 30 juin il rejoint les Immortel et perd contre Sting et à la fin du match il se fait attaquer par Kurt Angle. Le 25 août il remporte un match avec Immortal (Bully Ray et Gunner) face à Fortune (AJ Styles et Beer Money, Inc.) pour les Bound for Glory Series. Lors de Turning Point, lui et Bully Ray perdent contre Mr. Anderson et Abyss.

### Ring Ka King (2011-2012)
En décembre 2011, il catch à la Ring Ka King filiale indienne de la TNA, il réussit à se qualifier pour la finale du tournoi pour sacrer le premier Ring KA King Heavyweight champion, mais il perd face à Matt Morgan cette finale.
Puis il est licencié de la TNA et annonce qu'il voulait partir. Il critique la TNA et Eric Bischoff et Hulk Hogan sur Twitter et annonce qu'il ne reviendra plus jamais à la TNA. Il a été ajouté au WWE Alumni[réf. nécessaire].
Le 11 mars 2012, lui et Abyss battent Chavo Guerrero, Jr et Buldog Hart remportent les Championnats Par équipe De La Ring Ka King. Lors du show du 14 avril, ils perdent leurs titres contre les Bollywood Boys.

### Retour à Impact Wrestling (2017–...)
Il fait son retour le 25 mai 2017 en s'alliant à Josh Mathews pour attaquer Jeremy Borash et Joseph Park. Le 2 juillet lors de Slammiversary XV, il perd avec Josh Matthews contre Joseph Park et Jeremy Borash.
Le 6 avril 2018 lors de Impact vs Lucha Underground, Scott Steiner et Teddy Hart battent OVE.

#### Impact World Tag Team Champion (2018)
Lors de Redemption, lui et Eli Drake battent The Latin American Xchange (Santana et Ortiz) et remportent les Impact ! World Tag Team Championship. Le 26 avril à Impact, ils conservent les titres contre The Latin American Xchange. Le 17 mai à Impact, ils perdent les titres contre Z&E (Andrew Everett et DJZ) après qu'il a accidentellement frappé Drake avec une chaise[réf. nécessaire].

### Hall Of Fame
Le 2 avril 2022 lors de Wrestlemania 38, son frère Rick Steiner et luisont intronisés au Hall Of Fame de la WWE.

## Palmarès et accomplissements
- Continental Wrestling Association
  - 3 fois CWA Tag Team Championship avec Billy Travis (2), et Jed Grundy (1)[4]

- New Japan Pro Wrestling
  - 2 fois IWGP Tag Team Championship avec Rick Steiner[7]

- Pro Wrestling America
  - 1 fois PWA Tag Team Championship avec Rick Steiner[14]

- Stars and Stripes Championship Wrestling
  - 1 fois SSCW Heavyweight Championship[15]

- Total Nonstop Action Wrestling/ Impact Wrestling
  - 2 fois TNA/Impact World Tag Team Championship avec Booker T (1)[16], et Eli Drake (1)

- Ring Ka King
  - 1 fois RKK Tag Team Championship avec Abyss

- Preston City Wrestling
  - 1 fois PCW Tag Team Championship avec Rick Steiner

- National Wrestling Alliance
  - Vainqueur du NWA Pat O'Connor Memorial Tag Team Tournament en 1990 avec Rick Steiner
  - NWA United States Tag Team Championship (1 fois) avec Rick Steiner[17]
  - NWA World Tag Team Championship (Mid-Atlantic version) (1 fois) avec Rick Steiner[6]
- World Championship Wrestling
  - 2 fois WCW United States Heayweight Championship[18]
  - 1 fois WCW World Heavyweight Championship[19]
  - 6 fois WCW World Tag Team Championship avec Rick Steiner[20]
  - 2 fois WCW World Television Championship[8]

- World Wide Wrestling Alliance
  - WWWA World Heavyweight Championship (1 fois)[1]

- World Wrestling All-Stars
  - WWA World Heavyweight Championship (1 fois)[21]
- World Wrestling Association (Indianapolis)
  - WWA World Heavyweight Championship (1 fois)[22]
  - WWA World Tag Team Championship (1 fois) avec Jerry Graham, Jr[23]

- World Wrestling Federation
  - 2 fois WWF World Tag Team Championship avec Rick Steiner[24]
  - WWE Hall of Fame (2022) avec les Steiner Brothers

## Récompenses des magazines
- Wrestling Observer Newsletter Awards
  - Équipe de l'année en 1990 avec Rick Steiner[25]
  - Match de l'année en 1991 avec Rick Steiner vs. Hiroshi Hase et Kensuke Sasaki[26]
  - Meilleur manœuvre de catch en 1989 et 1990 (Frankensteiner)[27]
  - Pire match de l'année en 2003 vs. Triple H à No Way Out[28]
- Pro Wrestling Illustrated
  - Trophée match de l'année en 1991 avec Rick Steiner vs. Sting et Lex Luger (SuperBrawl, 19 mai 1991)[29]
  - Trophée catcheur qui s'est le plus amélioré en 1989[30]
  - Trophée Équipe de l'année en 1990 et 1993 avec Rick Steiner[31]
  - Classé numéro 6 des 500 meilleurs catcheurs de l'année dans le PWI 500 en 1991[32]
  - Classé numéro 7 des 500 meilleurs catcheurs de l'année dans le PWI 500 en 2001[33]
  - Classé numéro 2 des 100 meilleures équipes dans le PWI Years de 2003 avec Rick Steiner[34]

Classement PWI 500 de Scott Steiner
| Année | 1991 | 1992 | 1993 | 1994 | 1995 | 1996 | 1997 | 1998 | 1999 | 2000 | 2001 | 2002       | 2003 | 2004-2005  | 2006 | 2007 | 2008 | 2009 | 2010 | 2011 | 2012 |
| ----- | ---- | ---- | ---- | ---- | ---- | ---- | ---- | ---- | ---- | ---- | ---- | ---------- | ---- | ---------- | ---- | ---- | ---- | ---- | ---- | ---- | ---- |
| Rang  | 6    | 8    | 10   | 20   | 15   | 15   | 30   | 92   | 17   | 12   | 7    | Non classé | 40   | Non classé | 151  | 59   | 64   | 71   | 163  | 110  | 219  |

### Autres médias
Steiner apparaissait dans la série Charmed en 2001, jouant Mega Man dans l'épisode L'académie du mal (Wrestling With Demons). Les membres de la nWo comme Buff Bagwell et Booker Huffman sont aussi apparus dans cet épisode[source insuffisante].